# 青粄
青粄，俗称清明粄，是客家粄类食品之一，主要在清明节时期使用，要用到时令的青草如苎麻草，艾草、白头翁、苧麻叶、鱼腥草、鸡矢藤和使君子等。若用的是艾草，就叫艾草粄，用苎麻草则是苎麻粄，若用狗贴正草（蕺菜）則叫狗貼耳粄。

## 做法
青粄的主要成分是糯米粉和粘米粉。制作时先将所用的青草去梗后洗净，放入开水中煮熟，然后捞起滤水，用清水浸泡。将草叶用菜刀剁碎后，加入米粉和糖水，一同捣烂，做成粘度、韧度适中的米面团。最后用模子压制成型或用手搓成型，蒸熟即可使用。

## 特性
青粄有特殊的青草芳香。根据放入的草种不同，可以起到一定的药用保健功能。